# 小花剪股颖
小花剪股颖（学名：Agrostis micrantha），为禾本科剪股颖属下的一个植物种。